# Fine
Fine – ród u Celtów iryjskich i brytyjskich.
W okresie wspólnoty rodowej fine eksploatował wspólnie pastwiska, lasy i nieużytki. Ziemia uprawna stanowiła wspólną własność, niepodzielną lub dzieloną do uprawy przez coroczne losowanie. Ród ponosił wspólną odpowiedzialność za długi i przestępstwa członków rodu. Fine opiekował się nieślubnymi dziećmi.